# Katharine Stewart-Murray, Duquesa de Atholl
Katharine Stewart-Murray, duquesa de Atholl (Edimburgo, 6 de novembro de 1874 - Edimburgo, 21 de outubro de 1960) conhecida como Marquesa de Tullibardine de 1899 a 1917, foi uma nobre escocesa e política do Partido Unionista Escocês cujas opiniões socialistas eram frequentemente impopulares em seu partido.

## Biografia

### Primeiros anos
Katharine Marjory Ramsay nasceu em Edimburgo em 6 de novembro de 1874, filha de Sir James Henry Ramsay, 10.º Baronete e Charlotte Fanning Ramsay (nascida Stewart). Ela foi educada na Wimbledon High School e no Royal College of Music. Durante seus anos de escola, era conhecida como Kitty Ramsay. Em 20 de julho de 1899, se casou com John Stewart-Murray, Marquês de Tullibardine, que sucedeu seu pai como 8.º Duque de Atholl em 1917, quando ela se tornou formalmente denominada Duquesa de Atholl.

### Carreira política
Conhecida como "Kitty", Stewart-Murray atuou no serviço social escocês e no governo local e, em 1912, serviu no influente "Highlands and Islands Medical Service Committee" (autores do Relatório Dewar), que foi amplamente creditado pela criação do precursor do Serviço Nacional de Saúde. Ela era a presidente do Conselho Consultivo de Terras Altas e Ilhas.
Como marquesa de Tullibardine, ela era uma oponente do sufrágio feminino, com Leah Leneman a descrevendo como "uma oradora chave na mais importante manifestação anti-sufrágio escocesa", que ocorreu em 1912. Em 1913, ela se tornou vice-presidente do ramo da Liga Anti-Sufrágio com sede em Dundee. Apesar desta oposição às mulheres ganharem o direito de voto nas eleições parlamentares, passou a integrar o Parlamento Unionista Escocês (MP) por Kinross e West Perthshire de 1923 a 1938, e serviu como Secretária Parlamentar do Conselho de Educação de 1924 até 1929, a primeira mulher além da Mistress of the Robes em um governo conservador britânico. Ela foi a primeira mulher eleita para representar uma cadeira escocesa em Westminster.
O historiador William Knox argumentou que, como outras MPs no Reino Unido, "ela literalmente herdou" sua cadeira de seu marido, mas Kenneth Baxter contesta isso, observando que seu marido renunciou à antiga cadeira de West Perthshire em 1917, quando ele sucedeu ao ducado e que foi ganho por um candidato liberal em 1918 e 1922. Além disso, Baxter afirma que sua vitória em 1923 não foi vista como "uma conclusão precipitada". O fato de que, antes de 1918, Atholl se opôs ao sufrágio feminino levou-a a ser criticada no parlamento por sua colega conservadora Nancy Astor.
Ela renunciou ao Whip conservador primeiro em 1935 por causa do projeto de lei da Índia e da "tendência nacional-socialista" da política interna do governo. Retomando o Whip, ela renunciou novamente em 1938 em oposição à política de Neville Chamberlain de apaziguamento de Adolf Hitler e ao acordo anglo-italiano. Conforme sua biografia, A Working Partnership ela foi então desselecionada por seu partido local. Ela assumiu a Stewardship of the Chiltern Hundreds em 28 de novembro de 1938 e se candidatou sem sucesso na eleição suplementar subsequente como uma candidata independente.
Ela argumentou que se opunha ativamente aos regimes e práticas totalitários. Em 1931, publicou The Conscription of a People - um protesto contra o abuso de direitos na União Soviética. Em 1936, ela se envolveu em uma longa batalha nas páginas de vários jornais com Lady Houston, depois que esta se tornou famosa por seu apoio aberto a Benito Mussolini. Stewart-Murray questionou Houston pedindo nas páginas da Saturday Review que o rei se tornasse ditador britânico em imitação dos regimes fascistas europeus.
De acordo com sua autobiografia Working Partnership (1958), foi a pedido de Ellen Wilkinson que em abril de 1937 ela, Eleanor Rathbone e Wilkinson foram à Espanha para observar os efeitos da Guerra Civil Espanhola. Em Valência, Barcelona e Madrid, ela viu o impacto dos bombardeamentos da Luftwaffe em nome dos nacionalistas, visitou prisioneiros de guerra detidos pelos republicanos e considerou o impacto do conflito nas mulheres e crianças, em particular. Seu livro Searchlight on Spain resultou do envolvimento, e seu apoio ao lado republicano no conflito a levou a ser apelidada por alguns de Duquesa Vermelha.
Pouco antes ou mesmo durante 1938, ela viajou para a Romênia, onde visitou a "Associação de Mulheres Romenas de Satu Mare" na cidade de Satu Mare com o objetivo de apoiar a causa romena para preservar as fronteiras estabelecidas em 1918 e impedir a Hungria de recuperar o território.

## Morte
Katharine, duquesa de Atholl, morreu em Edimburgo, aos 85 anos, em 1960.